# 小行星107052
小行星107052（107052 Aquincum）是一颗绕太阳运转的小行星，为主小行星带小行星。该小行星于2001年1月20日发现。
該小行星以古代城市遺跡阿昆庫姆命名。

## 轨道参数
小行星107052的轨道半长轴为352 328 779 km，2.3551389 UA，离心率为0.134。